# Nes (Eysturoy)
Nes is een dorp behorende tot de gelijknamige gemeente in het zuidwesten van het eiland Eysturoy op de Faeröer. De naam Nes betekent Kaap in het Faeröers. Nes heeft 230 inwoners. De postcode is FO 655.

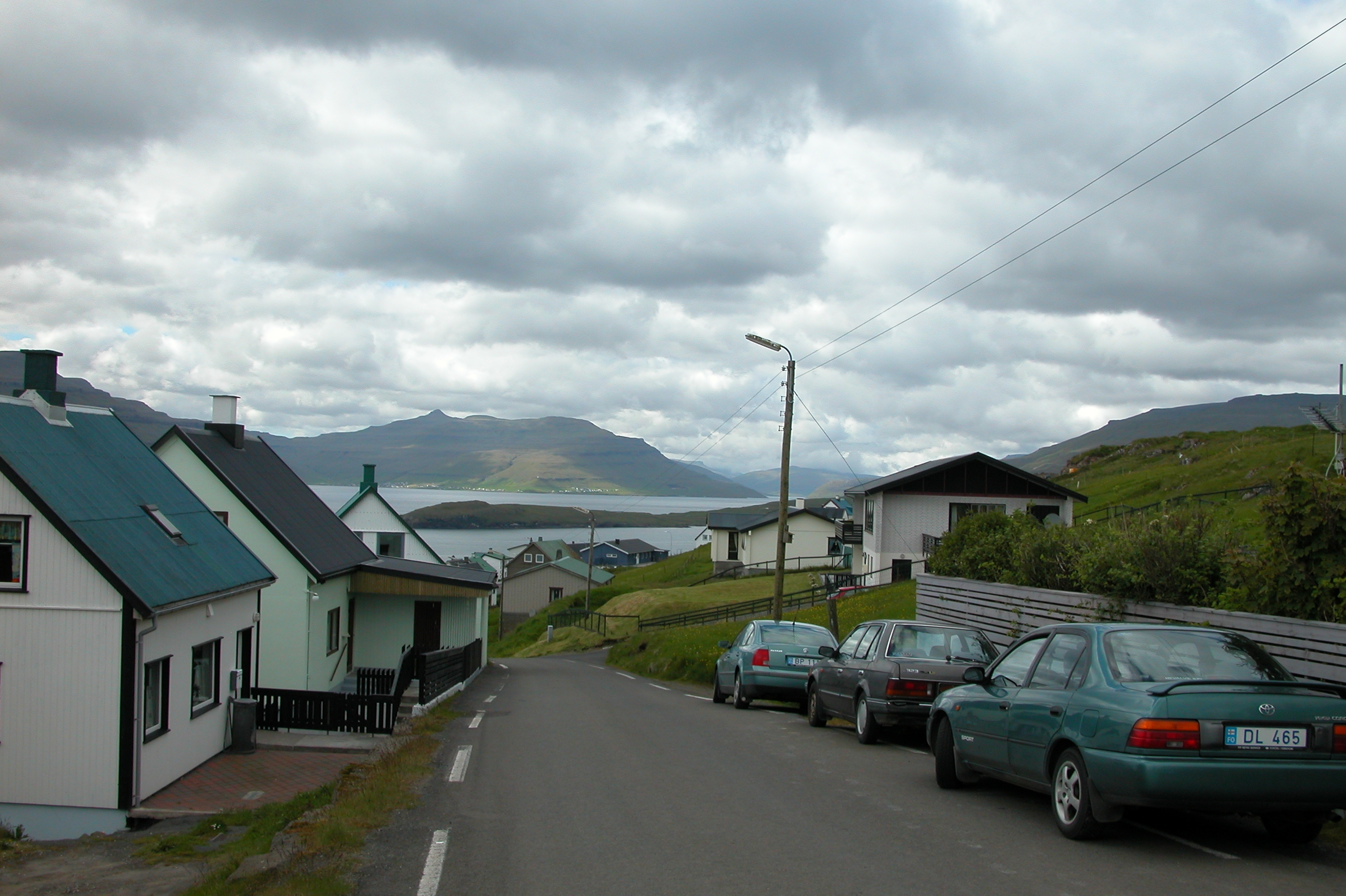
Nes, Eysturoy